# Nachodka-Nunatak
Der Nachodka-Nunatak (russisch Нунатак Находка Nunatak Nachodka) ist ein Nunatak im ostantarktischen Coatsland. Er ist einer der Whichaway-Nunatakker und ragt an der Südflanke des Recovery-Gletschers westlich der Shackleton Range auf.
Russische Wissenschaftler benannten ihn nach der Stadt Nachodka im Fernen Osten Russlands.